# Kampfgruppe (jeu vidéo)
Kampfgruppe est un jeu vidéo de type wargame créé par Gary Grigsby et publié par Strategic Simulations en 1985 sur Apple II, Atari 8-bit et Commodore 64 puis porté en 1987 sur IBM PC et Amiga. Le jeu se déroule pendant la Seconde Guerre mondiale et simule des combats tactiques entre véhicules militaires blindés sur le front de l'Est entre 1941 et 1945. Il propose quatre scénarios : l’attaque de Berlin par les troupes soviétiques, l’attaque de Kiev, les combats entre allemands et russes près de Briansk et l’offensive allemande à Stalingrad. Le jeu permet également de créer ses propres scénarios en configurant entre autres le terrain. Il a notamment été élu jeu de l’année par le magazine Computer Gaming World en 1985. Il est également introduit dans le Hall of Fame du même magazine dès sa création en mars 1988. Toujours dans le même magazine, il est classé 101ème dans le classement des 150 meilleurs jeux de tous les temps publié en 1996.
Une extension, baptisé Kampfgruppe Scenario Disk 1, est publiée par Strategic Simulations en 1986 sur Atari 8-bit et Commodore 64. Celle-ci inclut cinq nouveaux scénarios. Le jeu bénéficie de plus de deux suite : Mech Brigade et BattleGroup. La première, publiée par Strategic Simulations en juin 1985, transpose le système de combat tactique de son prédécesseur dans le contexte d'un conflit moderne hypothétique entre l'OTAN et l'Union Soviétique en Allemagne. La seconde, publiée par Strategic Simulations en juin 1986, couvre la même période historique que le jeu original mais transpose son système de jeu à un autre théâtre d’opération de la Seconde Guerre mondiale, le front de l’Ouest, où l’Allemagne affronte les États-Unis et le Royaume-Uni.

## Système de jeu
Kampfgruppe est un wargame qui simule des combats tactiques entre véhicules militaires blindés sur le front de l’Est de la Seconde Guerre mondiale entre 1941 et 1945. Le jeu se déroule sur une carte à défilement latéral divisée en cases carrées, représentant chacune 200 yards de terrain, qui forment une grille de 60x60 cases. Quarante-cinq types de blindés différents sont disponibles dans le jeu. Chacun est caractérisé par sa portée, les dimensions et la pénétration de ses munitions, la précision de ses armes, son blindage avant et arrière et sa vitesse. Outre les blindés, le jeu inclut également des unités d’infanterie et des véhicules dépourvu de blindage. Le jeu se déroule au tour par tour. Chaque tour est divisé en deux phases : la phase d’ordre et la phase de combat. Cette dernière est-elle même divisée en quatre phases, désignées dans le jeu sous le terme de « pulse ». Au cours des trente secondes de chacune d’elles, les unités des deux camps recherchent et sélectionnent leurs cibles, les attaquent et se déplacent. Une partie normale se déroule en entre vingt et trente tours mais il est possible de continuer à jouer au-delà de cette limite ou, au contraire, d’écourter la partie. Au terme de celle-ci, le joueur avec le plus de points de victoire est déclaré vainqueur.
Le jeu propose quatre scénarios prédéfinis : l’attaque de Berlin par les troupes soviétiques, l’attaque de Kiev, les combats autour de Briansk et l’offensive allemande à Stalingrad. Le joueur peut également créer ses propres scénarios. Avant de débuter une partie, le joueur doit sélectionner un certain nombre d’options. Il choisit tout d’abord le camp (allemand ou soviétique) qu’il souhaite incarner, l’ordinateur pouvant jouer n’importe lequel. Dans un deuxième temps, il doit sélectionner un des six types d’affrontements proposés dans le jeu, comme un assaut ou une poursuite. Il peut ensuite choisir la période historique du combat, parmi les huit disponibles, qui détermine l’armement auquel il peut avoir accès. Les deux joueurs peuvent ensuite choisir le type de force (infanterie, char d'assaut, panzer…) qu’ils souhaitent commander. Cinquièmement, le joueur peut décider d’utiliser un système de point pour sélectionner ses armes, ou laisser l’ordinateur les choisir. Il peut ensuite déployer ses troupes sur le champ de bataille, ou laisser l’ordinateur le faire pour lui. Enfin, il peut définir les paramètres qui définissent le champ de bataille, comme la présence d’une rivière et la densité des obstacles comme les forêts.

## Versions
Kampfgruppe est publié par Strategic Simulations en 1985 sur Apple II, Atari 8-bit et Commodore 64. Il est ensuite porté sur IBM PC en mars 1987 puis sur Amiga en avril,.
Une extension, baptisé Kampfgruppe Scenario Disk 1, est publiée par SSI en 1986 sur Atari 8-bit et Commodore 64. Celle-ci inclut cinq nouveaux scénarios,. 

## Accueil
| Kampfgruppe |      |       |
| Média       | Nat. | Notes |
| Atari User  | RU   | 6/10  |
| CGW         | US   | 5/5   |
| Gen4        | FR   | 88%   |
| Tilt        | FR   | 5/6   |

À sa sortie en 1985, Kampfgruppe est salué par le journaliste Mark Bausman du magazine Computer Gaming World qui le considère comme un jeu « vraiment exceptionnel » qui permet au joueur d’exercer son imagination sans pour autant suivre des règles trop compliqués. Il estime ainsi qu’il vaut largement son prix, bien que celui-ci soit supérieur à la moyenne. Son seul bémol concerne l’intelligence artificielle. En effet, s’il considère l’ordinateur compétent lorsqu’il s’agit de défendre ou de poursuivre un ennemi, il note que sa tendance à se focaliser sur la destruction de l’ennemi en fait un piètre adversaire dans les situations où celui-ci doit attaquer. Le jeu se révèle aussi très populaire auprès des lecteurs du magazine,. Dans les enquêtes réalisées auprès de ces derniers, il obtient ainsi le meilleur score jamais obtenu par un wargame et surpasse même les jeux d’autres catégories, dont Ultima III. D’après Joel Billings, le président de Strategic Simulations, le studio n’est pas surpris de ce succès car il combine des caractéristiques particulièrement populaires auprès des wargamers, dont son échelle (tactique), son cadre historique (la Seconde Guerre mondiale en Europe) et son concepteur (Gary Grigsby). Fin 1985, le jeu dépasse les 8 000 exemplaires vendus et son éditeur s’attend alors à vendre au total plus de 25 000 copies du jeu. Toujours en 1985, il est élu jeu de l’année par le magazine Computer Gaming World. Il est ensuite introduit dans le Hall of Fame du même magazine dès sa création en mars 1988. Enfin, toujours dans le même magazine, il est classé 101ème dans un classement des 150 meilleurs jeux de tous les temps publié en 1996.
Lorsque Kampfgruppe est publié en France en 1987, il est salué par le magazine Gen4 qui le décrit comme un « wargame tactique de très haut niveau » qui s’adresse avant tout aux experts du genre. L’auteur du test explique en effet que le jeu simule les combats du front de l’Est « dans les moindres détails » et qu’il prend en compte tous les armements utilisés au cours de cette période. Il note également qu’en plus de ses quatre scénarios historiques, le jeu permet de facilement créer ses propres scénarios. Bien que le jeu soit très complet, il le juge facile à prendre en main et le considère donc comme un « must » pour tous les amateurs du genre.

## Postérité
Surfant sur le succès critique et commercial de Kampfgruppe, Gary Grigsby s’appuie sur son moteur de jeu pour en créer deux suites : Mech Brigade et BattleGroup. La première, publiée par Strategic Simulations en juin 1985, transpose le système de combat tactique de son prédécesseur dans le contexte d'un conflit moderne hypothétique entre l'OTAN et l'Union Soviétique en Allemagne. Il se distingue ainsi du jeu original par l’arsenal plus moderne des nations impliquées, les unités disposant notamment d’une plus grande portée et l’artillerie acquérant la possibilité de tirer des obus fumigène. La seconde, publiée par Strategic Simulations en juin 1986, couvre la même période historique que le jeu original mais transpose son système de jeu à un autre théâtre d’opération de la Seconde Guerre mondiale, le front de l’Ouest, où l’Allemagne affronte les États-Unis et le Royaume-Uni. Il se distingue ainsi de son prédécesseur par l’ajout de nouvelles unités, qui correspondent aux forces américaines et anglaises de l’époque, mais n’intègre pas certains améliorations apportées par Mech Brigade, dont la possibilité de tirer des obus fumigène et un meilleur système de gestion du moral des troupes.